# Lamborghini 350 GT
Lamborghini 350 GT – pierwszy produkcyjny samochód Lamborghini wystawiony w 1964 roku na Międzynarodowym Salonie Samochodowym w Genewie.
Zaprezentowany w 1963 model 350 GTV wzbudził spore zainteresowanie widzów podczas turyńskiej wystawy samochodowej. Jednak był to tylko prototyp, który miał spowodować, aby o firmie Lamborghini zaczęli mówić bogaci ludzie znudzeni Ferrari. I tak się stało. W pół roku po prezentacji 350 GTV firma Automobili Lamborghini zaprezentowała swój drugi samochód, który w przeciwieństwie do swojego poprzednika był przeznaczony do produkcji seryjnej. 350 GT miał swoją premierę podczas Międzynarodowego Salonu Samochodowego w Genewie 1964. Samochód wykorzystuje silnik i znaczną część podwozia od 350 GTV, natomiast nadwozie zaprojektowano od nowa. Lamborghini w owych latach dysponowało marnymi mocami produkcyjnymi, dlatego też zbudowanie nadwozia oraz struktury nośnej zlecono zewnętrznym firmom. 
Samochód opiera się na stalowej ramie, niemal identycznej z ramą 350 GTV. Jedyna różnica to wydłużony o 10 cm rozstaw osi. 
Za nadwozie 350 GT odpowiadała firma Carrozzeria Touring z Mediolanu. Jej szef Bianchi Anderloni był wynalazcą technologii Superleggera (wł. superlekka), która jak sama nazwa mówi umożliwiała budowanie lekkich i bardzo sztywnych nadwozi samochodowych. Tę technologię zastosowano w opisywanym Lamborghini. Nadwozie składało się z pajęczyny zespawanych ze sobą aluminiowych rurek, do których ściśle przylegają przyspawane płaty cienkiej jak papier blachy aluminiowej. Mierzący nieco ponad 4,5 metra długości i zawierający silnik V12 samochód ważył tylko niewiele ponad tonę.
Nadwozie 350 GT prezentuje się nieco spokojniej niż 350 GTV i bardziej elegancko. Wszystkie ostre linie ustąpiły miejsca zaokrąglonym kształtom, pozbyto się zbędnych chromowanych ozdobników, a nietypowe otwierane światła zastąpiono bardziej klasycznymi. Na swoim miejscu pozostały szprychowe felgi i chromowane zderzaki. Wnętrze można zaliczyć do ekstraklasy tamtych lat; jest przestronne i wykończone morzem skóry. W poszczególnych egzemplarzach można odnaleźć wykończenia z drewna lub aluminium. Początkowe egzemplarze 350 GT mieściły 3 osoby. Z tyłu, pośrodku wygospodarowano miejsce na fotel dla  pasażera. W późniejszych modelach zastąpiono go półką na torby podróżne, mimo to, niezależnie od wersji bagażnik oferował 240 l pojemności.
W czasie produkcji samochód nieznacznie ewoluował. Zmieniono m.in. zderzaki oraz grill i kilka drobnych szczegółów. W początkowych egzemplarzach byk w logo znajdował się na biało-czerwonym tle, które później zmieniono na czarne i tak pozostało do dzisiaj. 
Do napędu 350 GT wykorzystano silnik V12 projektu Giotto Bizzarriniego, który wcześniej pracował pod maską 350 GTV. W stosunku do prototypu moc została obniżona do 206 kW (280 KM), co poprawiło żywotność jednostki. Aby silnik zmieścił się pod nisko przebiegającą maską zastosowano gaźniki montowane po bokach bloku, ponadto inżynierowie zrezygnowali ze stosowania suchej miski olejowej na rzecz tradycyjnej, mokrej. 
Do przeniesienia napędu służy 5-biegowa skrzynia ZF oraz tzw. "szpera".
350 GT został wyprodukowany w 135 egzemplarzach. Na jego bazie powstał bardzo udany, 4-osobowy model 400 GT 2+2, natomiast silnik V12 po nieznacznych przeróbkach napędzał samochody Lamborghini przez następnych kilkanaście lat. 
Obecne ceny kolekcjonerskich egzemplarzy 350 GT sięgają 100 tysięcy dolarów.

## Dane techniczne

### Silnik
- V12 3,5 l (3458 cm³), 2 zawory na cylinder, DOHC[1]
- Układ zasilania: sześć gaźników dwugardzielowych Weber[1]
- Średnica cylindra × skok tłoka: 76,00 mm × 61,00 mm[1]
- Stopień sprężania: 9,0:1
- Moc maksymalna: 270 KM przy 6500 obr./min[1]
- Maksymalny moment obrotowy: 327 N•m przy 4500 obr./min

### Osiągi
- Przyspieszenie 0-80 km/h: 4,8 s
- Przyspieszenie 0-100 km/h: 6,4 s
- Przyspieszenie 0-160 km/h: 16,3 s
- Czas przejazdu pierwszych 400 m: 15,2 s
- Czas przejazdu pierwszego kilometra: 27,2 s
- Prędkość maksymalna: 233 km/h[1]